# Moustapha Salifou
Moustapha Salifou (ur. 1 czerwca 1983 w Lomé) – togijski piłkarz grający na pozycji pomocnika, wzrost: 180 cm, waga: 69 kg.

## Życiorys
Pierwszym jego klubem był CO Modèle de Lomé, a grę w Europie zaczął od występów w niemieckim klubie, Rot-Weiß Oberhausen. Grał tam przez trzy sezony i strzelił zaledwie jedną bramkę w 33 meczach. W sezonie 2005/06 przeniósł się do Ligue 2, gdzie przez jeden sezon reprezentował barwy Stade Brestois 29ois 29. Warto dodać, że jego klubowym kolegą był inny Togijczyk, Robert Malm. Następnie, przez 1,5 sezonu grał w szwajcarskim FC Wil 1900, a w przerwie zimowej, dość niespodziewanie, trafił do Aston Villi. W sezonie 2011/2012 grał w 1. FC Saarbrücken. W reprezentacji Togo debiutował 8 kwietnia 2000 roku, podczas meczu z Gwineą Bissau.

## Kariera w liczbach
Liczby występów na podstawie National Football Teams
| Sezon   | Klub                | Kraj       | Flaga      | Rozgrywki         | Mecze | Bramki |
| ------- | ------------------- | ---------- | ---------- | ----------------- | ----- | ------ |
| 1998/99 | CO Modèle de Lomé   | Togo       | Togo       | Première Division | ?     | ?      |
| 2000    | CO Modèle de Lomé   | Togo       | Togo       | Première Division | ?     | ?      |
| 2001    | CO Modèle de Lomé   | Togo       | Togo       | Première Division | ?     | ?      |
| 2002    | CO Modèle de Lomé   | Togo       | Togo       | Première Division | ?     | ?      |
| 2002/03 | Rot-Weiß Oberhausen | Niemcy     | Niemcy     | 2. Bundesliga     | 11    | 1      |
| 2003/04 | Rot-Weiß Oberhausen | Niemcy     | Niemcy     | 2. Bundesliga     | 6     | 0      |
| 2004/05 | Rot-Weiß Oberhausen | Niemcy     | Niemcy     | 2. Bundesliga     | 16    | 0      |
| 2005/06 | Stade Brestois 29   | Francja    | Francja    | Ligue 2           | 7     | 0      |
| 2006/07 | FC Wil              | Szwajcaria | Szwajcaria | Challenge League  | 19    | 2      |
| 2007/08 | FC Wil              | Szwajcaria | Szwajcaria | Challenge League  | 4     | 0      |
| 2007/08 | Aston Villa         | Anglia     | Anglia     | Premier League    | 4     | 0      |
| 2008/09 | Aston Villa         | Anglia     | Anglia     | Premier League    | 0     | 0      |
| 2009/10 | Aston Villa         | Anglia     | Anglia     | Premier League    | 0     | 0      |
| 2010/11 | Aston Villa         | Anglia     | Anglia     | Premier League    | 0     | 0      |
| 2011/12 | 1. FC Saarbrücken   | Niemcy     | Niemcy     | 3. Liga           | 11    | 1      |